# 鲁德拉瓦蒂
鲁德拉瓦蒂（Rudravathi），是印度泰米尔纳德邦Erode县的一个城镇。总人口5923（2001年）。

## 人口
该地2001年总人口5923人，其中男性3093人，女性2830人；0—6岁人口404人，其中男231人，女173人；识字率57.27%，其中男性为65.41%，女性为48.37%。